# 24h Le Mans 1939
24h Le Mans 1939 – 16. edycja długodystansowego wyścigu 24h Le Mans. Wyścig odbył się w dniach 17–18 czerwca 1939, udział w nim wzięło 84 kierowców z 6 państw.

## Informacje
| Statystyki                  | Statystyki             |
| --------------------------- | ---------------------- |
| Długość okrążenia           | 13,492 km              |
| Dystans wyścigu             | 3354,760 km            |
| Średnia prędkość            | 139,781 km/h           |
| Przewaga lidera             | 42,538 km              |
| Najszybsze okrążenie        | Robert Mazaud (5:12.1) |
| Kierowcy według narodowości |                        |
| Francja                     | 53                     |
| Wielka Brytania             | 18                     |
| III Rzesza                  | 10                     |
| Szwajcaria                  | 1                      |
| Tajlandia                   | 1                      |
| Włochy                      | 1                      |
| Łącznie                     | 84                     |

## Wyniki wyścigu
| Poz.  | Klasa | Nr | Zespół                     | Kierowcy                                         | Samochód                                     | Silnik                  | Okrążenia |
| ----- | ----- | -- | -------------------------- | ------------------------------------------------ | -------------------------------------------- | ----------------------- | --------- |
| 1     | 8.0   | 1  | Jean-Pierre Wimille        | Jean-Pierre Wimille Pierre Veyron                | Bugatti Type 57S Tank                        | Bugatti 3.3L Turbo I8   | 248       |
| 2     | 3.0   | 21 | Ecurie Walter Watney       | Louis Gérard Georges Monneret                    | Delage D6-3L                                 | Delage 3.0L I6          | 245       |
| 3     | 5.0   | 5  | Lagonda Ltd.               | Arthur Dobson Charles Brackenbury                | Lagonda V12                                  | Lagonda 4.5L V12        | 239       |
| 4     | 5.0   | 6  | Lord Selsdon               | Peter Mitchell-Thomson Lord William Waleran      | Lagonda V12                                  | Lagonda 4.5L V12        | 238       |
| 5     | 2.0   | 26 | BMW                        | Max zu Schaumburg-Lippe Fritz Hans Wenscher      | BMW 328 Touring Coupé                        | BMW 2.0L I6             | 236       |
| 6     | 5.0   | 12 | Louis Villeneuve           | Louis Villeneuve René Biolay                     | Delahaye 135CS                               | Delahaye 3.6L I6        | 235       |
| 7     | 2.0   | 27 | BMW                        | Ralph Röese Paul Heinemann                       | BMW 328                                      | BMW 2.0L I4             | 230       |
| 8     | 5.0   | 20 | Count Heyden               | R.R.C. Rob Walker Ian Connell                    | Delahaye 135CS                               | Delahaye 3.6L I6        | 224       |
| 9     | 2.0   | 28 | BMW                        | Willi Breim Rudolf Scholtz                       | BMW 328                                      | BMW 2.0L I4             | 220       |
| 10    | 1.1   | 39 | Gordini                    | Amédée Gordini José Scaron                       | Simca Huit                                   | Fiat 1.1L I4            | 213       |
| 11    | 5.0   | 14 | Joseph Chotard             | Joseph Chotard Jacques Seylair                   | Delahaye 135CS                               | Delahaye 3.6L I6        | 202       |
| 12    | 2.0   | 29 | Cmdr. R.P. Hitchens        | Cmdr. Robert P. Hitchens Mortimer Morris-Goodall | Aston Martin Speed Model                     | Aston Martin 2.0L I4    | 199       |
| 13    | 1.1   | 41 | Gordini                    | Guy Lapchin Charles Plantivaux                   | Simca Huit                                   | Fiat 1.1L I4            | 195       |
| 14    | 1.5   | 32 | Ecurie Lapin Blanc         | Peter Clark Marcus Chambers                      | HRG 1500                                     | Singer 1.5L I4          | 192       |
| 15    | 1.1   | 37 | Mrs. Majorie Fawcett       | Geoffrey White C.M. Anthony                      | Morgan 4/4                                   | Coventry Climax 1.1L I4 | 184       |
| 16    | 1.5   | 34 | Just-Émile Vernet          | Just-Émile Vernet Carl de Bodard                 | Riley Sprite TT Pourtout                     | Riley 1.5L I4           | 180       |
| 17    | 1.1   | 38 | Victor Camerano            | Victor Camerano Henri Louveau                    | Simca Huit                                   | Fiat 1.1L I4            | 163       |
| 18    | 1.1   | 45 | Arthur W. Jones            | Arthur W. Jones Gordon Wilkins                   | Singer Nine Le Mans Replica                  | Singer 1.0L I4          | 154       |
| 19    | 750   | 48 | Gordini                    | Adrien Alin Albert Alin                          | Simca Cinq                                   | Fiat 0.6L I4            | 148       |
| 20    | 750   | 49 | Gordini                    | Maurice Aimé Albert Leduc                        | Simca Cinq                                   | Fiat 0.6L I4            | 147       |
| 21 NU | 3.0   | 25 | Raymond Sommer             | Raymond Sommer Prince Bira                       | Alfa Romeo 6C 2500SS                         | Alfa Romeo 2.4L I6      | 173       |
| 22 NU | 5.0   | 18 | Ecuria Francia             | Marcel Contet Robert Brunet                      | Delahaye 135CS                               | Delahaye 3.6L I6        | 171       |
| 23 NU | 1.5   | 31 | Victor Polledry            | Victor Polledry R. Robert                        | Aston Martin 1½ Ulster                       | Aston Martin 1.5L I4    | 155       |
| 24 NU | 5.0   | 3  | Luigi Chinetti             | Luigi Chinetti Donald Mathieson                  | Talbot T26                                   | Talbot 4.5L I6          | 154       |
| 25 NU | 3.0   | 22 | Ecurie Walter Watney       | Armand Hug Roger Loyer                           | Delage D6-3L                                 | Delage 3.0L I6          | 152       |
| 26 NU | 5.0   | 15 | Robert Mazaud              | Robert Mazaud Marcel Mongin                      | Delahaye 135CS                               | Delahaye 3.6L I6        | 115       |
| 27 DS | 1.1   | 44 | Archie Scott-Brown         | Archie Scott-Brown Tommy Wisdom                  | Singer Nine Le Mans Replica                  | Singer 1.0L I4          | 105       |
| 28 NU | 5.0   | 9  | Luigi Chinetti             | René Le Bègue Pierre Levegh                      | Talbot-Lago SS                               | Talbot 4.0L I6          | 102       |
| 29 NU | 5.0   | 19 | Ecurie Francia             | Eugène Chaboud Yves Giraud-Cabantous             | Delahaye 135CS                               | Delahaye 3.6L I6        | 99        |
| 30 NU | 5.0   | 8  | T.A.S.O. Mathieson         | Philippe de Massa Norbert Jean Mahé              | Talbot 150SS Figoni                          | Talbot 4.0L I6          | 88        |
| 31 NU | 5.0   | 7  | Luigi Chinetti             | André Morel Jim Bradley                          | Talbot T26                                   | Talbot 4.5L I6          | 88        |
| 32 NU | 5.0   | 10 | Jean Trémoulet             | Jean Trémoulet Raoul Forestier                   | Talbot-Lago SS                               | Talbot 4.0L i6          | 68        |
| 33 NU | 1.1   | 36 | Michael Collier            | Mike Collier Lewis Welch                         | MG PA Midget                                 | MG 0.8L I4              | 63        |
| 34 NU | 5.0   | 16 | Ecurie Francia             | Joseph Paul Jean Trévoux                         | Delahaye 135CS                               | Delahaye 3.6L I6        | 62        |
| 35 NU | 5.0   | 11 | André Bellecroix           | André Bellecroix Gaston Serraud                  | Delahaye 135CS                               | Delahaye 3.6L I6        | 50        |
| 36 NU | 1.1   | 43 | Just-Émile Vernet          | Robert Cayeux Gaston Tramar                      | Simca Huit                                   | Fiat 1.1L I4            | 50        |
| 37 NU | 5.0   | 4  | Luigi Chinetti             | Pierre-Louis Dreyfus Antoine Schumann            | Talbot T26                                   | Talbot 4.5L I6          | 45        |
| 38 NU | 1.1   | 47 | Claude Bonneau             | Claude Bonneau Max Mathieu                       | MG PB Midget                                 | MG 1.0L I4              | 40        |
| 39 NU | 1.1   | 40 | Gordini                    | Jean Breillet Albert Debille                     | Simca Huit                                   | Fiat 1.1L I4            | 29        |
| 40 NU | 1.1   | 42 | Mme Anne-Cecile Rose-Itier | Anne-Cecile Rose-Itier Suzanne Largeot           | Simca Huit                                   | Fiat 1.1L I4            | 26        |
| 41 NU | 1.5   | 30 | Adler                      | Otto Löhr Paul von Guillaume                     | Adler Trumpf                                 | Adler 1.5L I4           | 6         |
| 42 NU | 1.1   | 46 | Jacques Savoye             | Jacques Savoye Pierre Savoye                     | Singer Nine Le Mans Replica "Savoye Special" | Singer 1.0L I4          | 4         |
| Poz.  | Klasa | Nr | Zespół                     | Kierowcy                                         | Samochód                                     | Silnik                  | Okrążenia |

| Legenda | Legenda                       |
| ------- | ----------------------------- |
| 4       | Zwycięzcy poszczególnych klas |
| 7       | Najszybsze okrążenie          |
| 31 NU   | Nie ukończyli                 |
| 21 DS   | Dyskwalifikacja               |